# Steneosaurus
Steneosaurus es un género extinto de crocodiliforme teleosáurido que vivió desde el Jurásico Medio (Calloviano). Ejemplares fosilizados han sido hallados en Inglaterra y Francia.

## Especies
- S. rostromajor: (especie tipo) Europa Occidental (Francia) del Calloviense.
- S. edwardsi: Europa Occidental (Inglaterra y Francia) del Calloviano y el Oxfordiano.

## Relaciones evolutivas
Un reciente análisis filogenético realizado sobre las relaciones evolutivas de Thalattosuchia no encontró apoyo para la monofilia de Steneosaurus, con los géneros Machimosaurus y Teleosaurus terminando dentro de Steneosaurus y por lo tanto pendientes de revisión.